# TV Setouchi
TV Setouchi Broadcasting Co., Ltd. (en japonès: テレビせとうち株式会社, Terebi Setouchi Kabushikigaisha) és un canal de televisió japonès que transmet des de Kita-ku, Okayama, a les prefectures d'Okayama i Kagawa. És coneguda com a TV Setouchi. És una estació de la xarxa de televisó TXN i el seu principal propietari és el diari Nihon Keizai Shimbun. Va començar a emetre l'1 d'octubre de 1986 i, des de llavors, ha produït els animes Idol Densetsu Eriko (1989–90), Idol Angel Yokoso Yoko (1990–91), Getter Robo Go (1991–92), Floral Magician Mary Bell (1992–1993), The Irresponsible Captain Tylor (1993) i Shima Shima Tora no Shimajirō (1988-1993).